# جزيرة كوموران
جزيرة كوموران تقع مباشرة جنوب جزيرة يوس سودارسو والواقعة جنوب جزيرة غينيا الجديدة وتتبع مقاطعة بابوا في إندونيسيا. مساحة الجزيرة هي 695 كم².